# James Tyler Kent
James Tyler Kent (Woodhull (Nova York), 31 de març de 1849 – Stevensville (Montana), 5 de juny de 1916) va ser un metge estatunidenc, recordat principalment com un dels pares de l'homeopatia moderna. El 1897 Kent va publicar una enorme guia sobre les malalties humanes i els seus remeis homeopàtics associats, que ha estat traduïda a diversos idiomes i se segueix utilitzant avui en dia entre els seguidors de l'homeopatia.

## Vida i carrera

### Primers anys
Fill de Steven Kent i Caroline Tyler, Kent va ser criat com un baptista acèrrim. Kent va fer l'educació secundària a l'Acadèmia Franklin de Prattsburgh (Nova York), i es va matricular a la Universitat de Madison (avui en dia Universitat Colgate), de la qual es va graduar el 1868. Va obtenir un màster de la mateixa institució l'any 1870. Kent va assistir a l'Institute of Eclectic Medicine a Cincinnati (Ohio), on, a més de medicina convencional, va estudiar també naturopatia, homeopatia, i quiropràctica. Kent es va graduar de l'Institut el 1873.

### Carrera
El 1874, Kent es va casar i es va instal·lar a Saint Louis (Missouri), on va iniciar la pràctica de la medicina. Dos anys després va prendre possessió d'una plaça de professor d'anatomia a la American College de Saint Louis. Va ser en aquest temps quan es va convertir en un fervent partidari dels preceptes de l'homeopatia, un sistema de medicina alternativa que tracta els pacients a través de l'administració de "remeis" que contenen substàncies extremadament diluïdes i que, segons els homeòpates, si s'administraven sense diluir a una persona sana causarien símptomes similars a la malaltia. Els homeòpates segueixen creient que l'administració d'aquestes substàncies "similars" estimula el cos a derrotar la malaltia, tot i que actualment s'ha demostrat que no tenen efecte més enllà del placebo.
El 1881, Kent va acceptar un lloc com a professor d'anatomia a la Homeopathic College of Missouri, una institució amb la qual va romandre afiliat fins a 1888. El 1890 es va traslladar a Pennsilvània com a Degà de Professors de la Post-Graduate Homeopathic Medical School de Filadèlfia, on va romandre fins al 1899.
El 1897 Kent va publicar la seva obra magna, el Repertori de la Materia Medica homeopàtica ((anglès): Repertory of the Homœopathic Materia Medica). Aquesta guia de malalties i els seus "similars" associats segueix sent actualment el repertori en el qual es basa gran part de la pràctica moderna de l'homeopatia.
Kent va editar el Journal of Homeopathics entre 1897 i 1903, on va produir set volums de la revista. El 1903 es va mudar a Chicago, on va ensenyar a la Hahnemann Medical College. Kent es va mantenir en aquest lloc fins a la seva sortida el 1909 per convertir-se en professor i degà del Hering Medical College and Hospital, també a Chicago.
El novembre de 1910, Kent va ser clau en l'establiment de la Society of Homeopathicians com a mitjà de difusió dels principis de l'homeopatia promulgats per Hahnemann. El grup va publicar la seva pròpia revista, The Homeopathician.
Kent va escriure profusament i les seves obres es van publicar en diversos idiomes a més de l'anglès durant el curs de la seva vida. Va aconseguir també un important nombre d'adeptes a l'Índia, país on a finals del segle XX i principis del XXI hi ha diversos dels editors de la seva obra.

### Idees

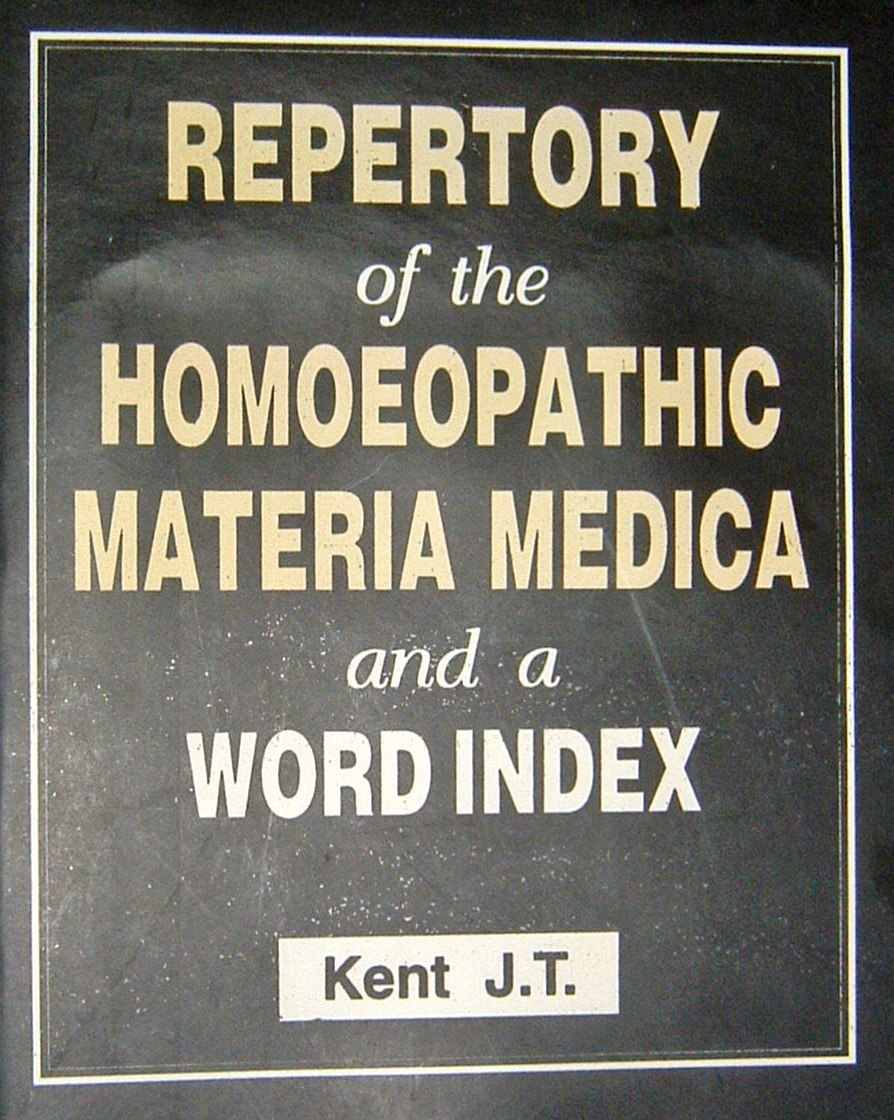
Portada d'una edició índia recent del Homeopathic Repertory de James Tyler Kent.

Kent és recordat pels seus arguments en contra de l'acceptada teoria microbiana de les malalties infeccioses i com a seguidor d'una secta religiosa cristiana mística liderada per Emanuel Swedenborg, Kent creia que la malaltia tenia causes espirituals:
| «                  | (anglès) You cannot divorce medicine and theology. Man exists all the way down from his innermost spiritual, to his outermost natural. | (català) Hom no pot separar la medicina i la teologia. L'home existeix des del fons de la seva espiritualitat més íntima fins a la seva naturalesa més exterior. | » |
| — James Tyler Kent | | |   |

### Mort i llegat
Kent va morir de la malaltia de Bright el 5 de juny de 1916 a Stevensville (Montana), als 67 anys.
No gaire temps després de la seva mort, Kent va ser elogiat per un contemporani de la següent manera:
| «                                       | (anglès) Genial, gentle, devoted friend to his patients and pupils; jealous guardian of pure Homeopathy against the criticisms of those whom he considered his enemies; sensitive, embittered, retiring man in later years as he thought one after another did him wrong...; most of his patients and pupils were devoted to him and he basked in the sunshine of that devotion. | (català) Genial, amable, amic fidel dels seus pacients i alumnes, guardià gelós de l'Homeopatia pura contra les crítiques d'aquells a qui considerava els seus enemics; home sensible i ressentit que es va retirar en els últims anys perquè pensava que un darrere l'altre el criticava...; la majoria dels seus pacients i alumnes es van dedicar a ell, i ell va gaudir de l'escalfor d'aquesta devoció. | » |
| — Julia Minerva Green, James Tyler Kent | | |   |

L'acadèmic britànic d'homeopatia Francis Treuherz ha caracteritzat James Tyler Kent com "el màxim homeòpata del període en què l'homeopatia va florir als Estats Units". Treuherz ha remarcat l'ús pioner de Kent de dilucions molt altes (anomenades "potències altes" pels seguidors de l'homeopatia) i "una erudició meticulosa en la creació del seu repertori" com un dels atributs principals de Kent com a homeòpata exemplar de la seva generació.